# Jefferson (priimek)
Jefferson je priimek več znanih oseb:
- Joseph Jefferson (1829—1905), ameriški igralec
- Julian Jefferson (1899—1966), britanski general
- Melissa Jefferson (*2001), ameriška atletinja sprinterka
- Richard Jefferson (*1980), ameriški košarkar
- Thomas Jefferson (1743—1826), 3. predsednik ZDA (ameriški politik, politični filozof, agronom, vrtnar, arhitekt, etimolog, matematik, kriptograf, inšpektor, paleontolog, pisatelj, odvetnik, izumitelj in violinist)